# Dimitry Imbongo
Dimitry Imbongo Boele (* 28. března 1990, Kinshasa, Zair (dnešní Demokratická republika Kongo)) je francouzský fotbalový útočník původem z DR Kongo, od roku 2016 hráč rakouského klubu LASK Linz.

## Klubová kariéra
- ES Nanterre (mládež)
- TSV 1860 München B 2009–2012
- →  SV Darmstadt 98 (hostování) 2011–2012
- New England Revolution 2012–2014[2]
- Kapfenberger SV 2015–2016
- LASK Linz 2016–